# Gőzturbina

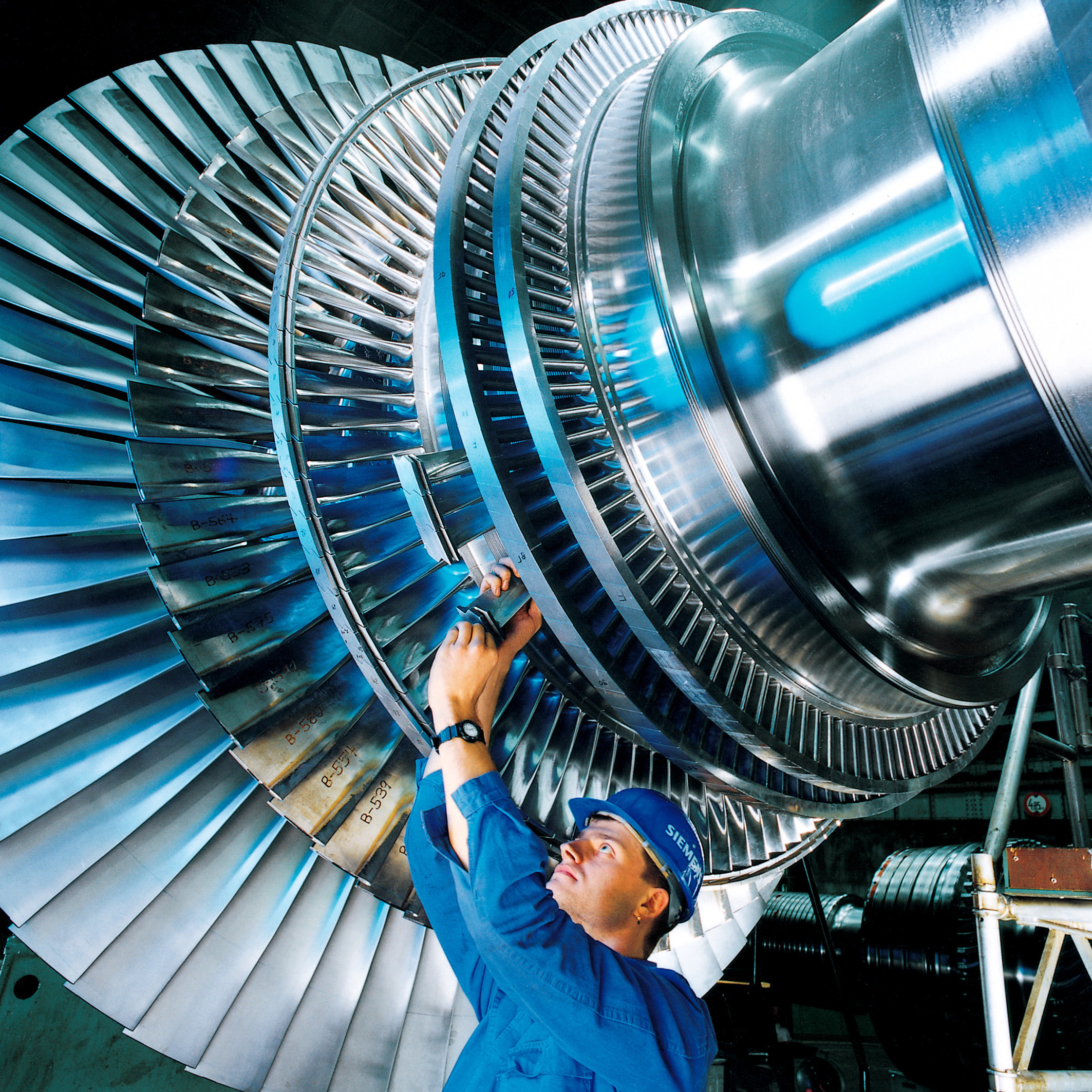
Korszerű gőzturbina forgórésze

A gőzturbina általában túlhevített vízgőz hőenergiáját mechanikai energiává alakítja át.
Korábban erre a célra dugattyús gőzgépet használtak, melyet Thomas Newcomen talált fel és James Watt jelentősen megújított. A gőzturbina teljesen kiszorította a gőzgépeket elsősorban jobb hatásfoka, másrészt a jobb teljesítmény/súly arány miatt, végül pedig, mivel a gőzturbina forgórészét egyszerű a generátor forgórésszel összekapcsolni. A gőzturbina a gőzgéppel ellentétben nem igényel bonyolult, az alternáló mozgást forgó mozgássá alakító mechanizmust. A gőzturbina a hőerőgépek egy fajtája. Jó termodinamikai hatásfoka annak köszönhető, hogy a hőenergiát több fokozatban alakítja át mechanikai energiává, szemben például Watt gőzgépével, ahol a folyamat egyetlen fokozatban (hengerben) zajlott le. Ezzel az erőmű összhatásfoka is közelebb kerül az ideális, visszafordítható Carnot-körfolyamatéhoz.

## Működési elve
Egy tipikus gőzturbinában a nagynyomású és nagy hőmérsékletű gőzt fúvókákon átvezetve felgyorsítják (gyakran szuperszonikus sebességre). A gőzáram a forgórészre sugárirányba felerősített hajlított lapátokra (ún. futólapátokra) fúj, ezek között áthaladva megforgatja a forgórészt és közben kicsit veszít hőenergiájából, vagyis nyomásából és hőmérsékletéből. A futólapátozás által eltérített gőzáramot az álló részbe erősített álló terelő-lapátokkal visszafordítják és rávezetik a következő sor futólapátra, majd ez folytatódik addig, amíg a gőz hőmérséklete csaknem eléri a környezet hőmérsékletét. Ezen a hőmérsékleten a gőz nyomása sokkal kisebb az atmoszferikus nyomásnál, így a turbina utolsó fokozataiban erős vákuum uralkodik.

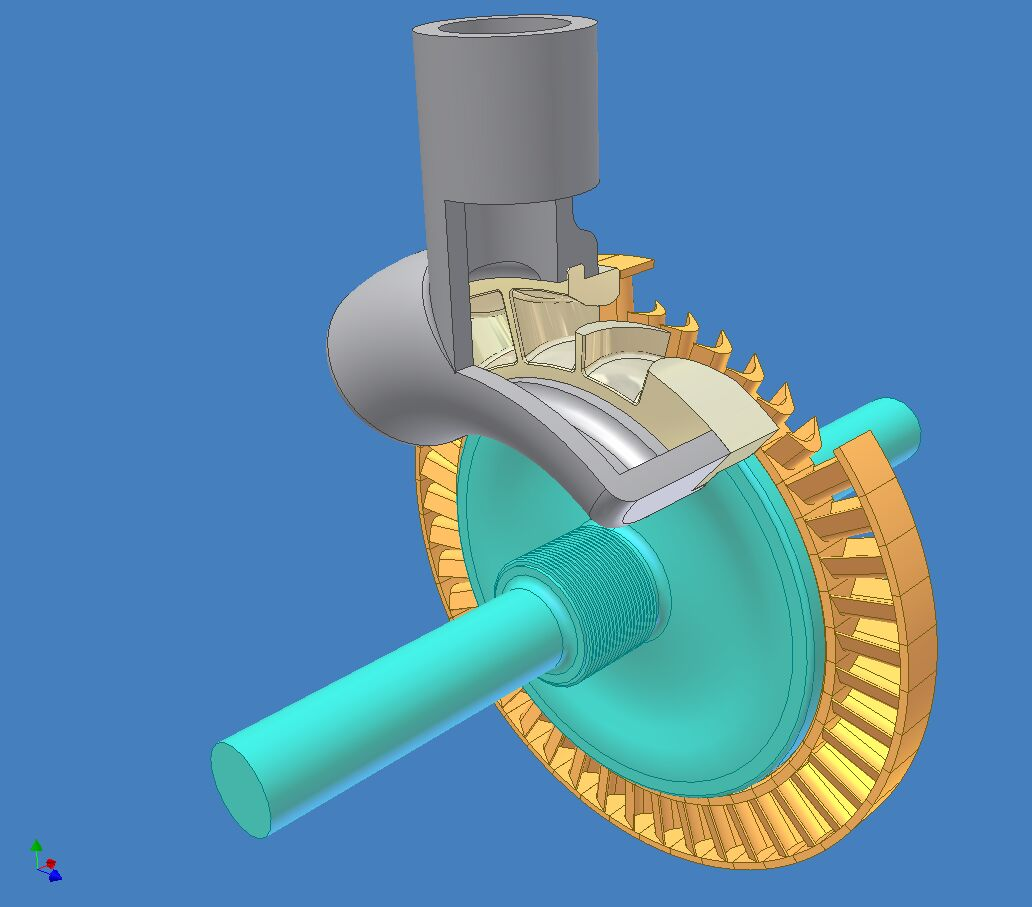
Curtis-turbina fúvókája és forgórésze

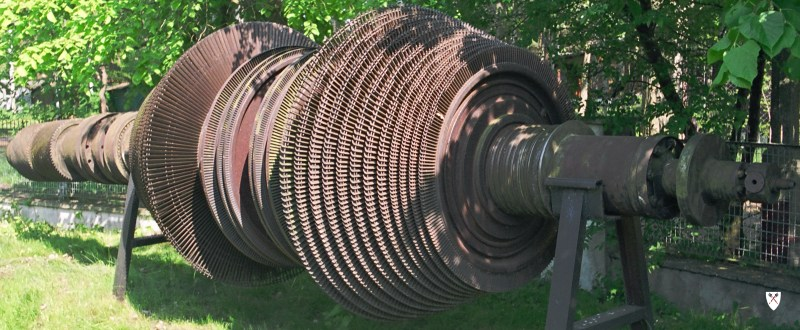
Parsons-turbina forgórésze a lengyel haditengerészet ORP Wicher II rombolójáról

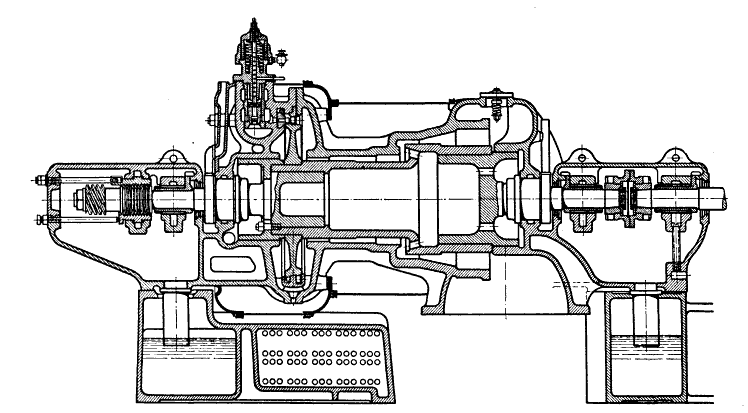
Brown-Boveri gőzturbina metszetrajza

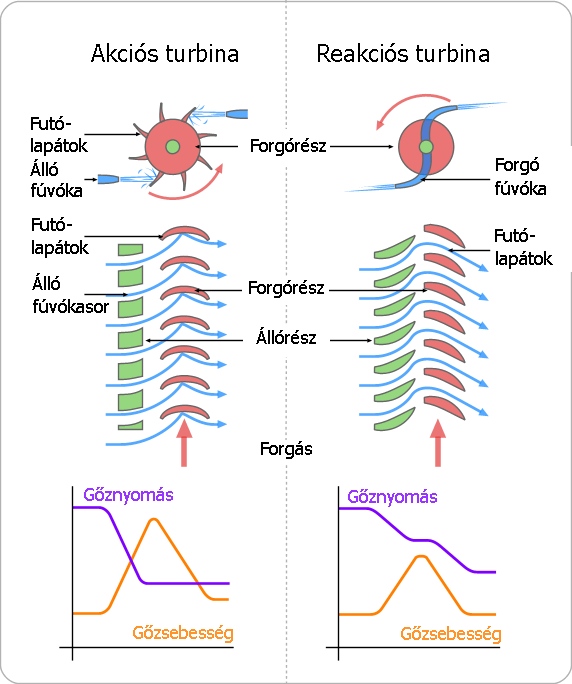
Az akciós és reakciós turbina vázlata

A jó hatásfokú gőzturbina igen sok fokozatból áll, ezeket egy forgórészen nem is lehet elhelyezni, ezért két-három forgórész között osztják el. A fokozat akciós vagy reakciós elven működhet. A reakciós turbinánál az áramló gőz lapátokra ható reakcióereje forgatja meg a forgórészt. Az akciós fokozatban az álló lapátokon történik meg az egész fokozatra eső nyomásesés és hőtartalom (entalpia) változás. A reakciós fokozatnál a hőesés 50%-a futólapátozásra esik, így a futólapátozáson is van nyomásesés. Ez a működésbeli különbség szerkezeti következményekkel is jár: Az akciós fokozat állólapátjait ún. diafragmába erősítik. A diafragma a turbinaházba szerelt tárcsa, amelyet a tengelytől labirint-tömítés választ el. A reakciós turbina futólapátozása és a ház közötti réseket kis értéken kell tartani, hogy a gőz meg ne kerülje munkavégzés nélkül a lapátozást. Általában elmondható, hogy a rések nagysága alapvetően befolyásolja a turbina hatásfokát. Mivel a reakciós turbina futólapátjain is van nyomásesés, ez jelentős tengelyirányú erőt okoz, melyet vagy úgy egyenlítenek ki, hogy a forgórészt szimmetrikusra készítik, vagy ún. kiegyenlítő dobot alakítanak ki természetesen labirint tömítéssel, amelyre ható nyomáskülönbség ellentétes irányú, de közel azonos tengelyirányú erőt ad.
A legegyszerűbb kis turbináknál egyetlen szelep fojtásával lehet a gőz mennyiségét szabályozni. Nagyobb gépeknél azonban mind az akciós, mind a reakciós gőzturbinák első fokozata egy akciós szabályozó fokozat (Curtis-fokozat), amely előtt több fúvókacsoport helyezkedik el. Ezekre a fúvókákra külön-külön vezérelt szelepeken keresztül jut a gőz. Indításnál minden szelep zárva van, majd az első szelep nyitásával vezérlik a gőzmennyiséget. A második szelep csak akkor kezd nyitni, ha az első már teljesen kinyitott, és így tovább. Így a fojtási veszteségeket (melynek során a gőznyomás munkavégzés nélkül csökken) alacsony értéken lehet tartani. A korszerű turbinák 4-6 szabályozószeleppel készülnek.
A labirint-tömítések sok kis fojtást tartalmaznak, ezeken a gőz egy része ugyan megszökik, de mennyisége korlátok között tartható. A labirint-tömítésen átjutott gőzt természetesen nem engedik szabadba, hanem lecsapatják és visszavezetik a kazánba.

## A gőzturbinák szabályozása
Szabályozószelepekkel történik. Amikor a szelep nincs teljesen nyitva, fojtásos állapotváltozás zajlik le, ami veszteségekkel jár. Ezért, hogy a gőzturbina hatásfoka részterhelésen is viszonylag jó legyen, a reakciós turbinákba is egy akciós szabályozó fokozatot építenek be, melyhez több szabályozószelepeken és a hozzájuk tartozó fúvókákon keresztül vezetik a gőzt. Így a gőzáramnak mindig csak egy kis része szenved fojtást. A szabályozószelepek kialakítása olyan, hogy finoman lehessen változtatni a turbinába beömlő gőz mennyiségét. A szabályozószelepek nyitását fordulatszám szabályozó vezérli, amíg a turbina önállóan üzemel. Erőművi turbináknál a turbina után kapcsolt generátort rákapcsolják a villamos hálózatra, amelyet több erőmű táplál és amelyre kiterjedt fogyasztói rendszerek csatlakoznak. Az ún. párhuzamos kapcsolás után a turbina fordulatszámát a villamos hálózat frekvenciája szabja meg. Ha azonban valami üzemzavar következik be és a generátor terhelés nélkül marad, a turbina felesleges többlet teljesítménye gyorsítani kezdi a turbina és a vele összekapcsolt generátor forgórészét, ekkor a fordulatszám szabályozónak kell meggátolni, hogy a rendszer veszélyesen felgyorsuljon. Biztonság kedvéért a gőzturbinák kötelezően fel vannak szerelve a szabályozórendszertől független gyorszáró szelepekkel, melyeket egy túlfordulat-védő érzékelő, illetve más védelmi berendezések hozhatnak működésbe.
Ipari és hőszolgáltató turbinák szabályozása bonyolultabb. Ezeket is fordulatszám szabályozással helyezik üzembe, de a generátor hálózatra kapcsolása után a fordulatszámot már a hálózati frekvencia szabja meg. Ellennyomású turbinák szabályozása a kilépő gőz nyomása szerint történik, ezeknek a gépeknek a leadott teljesítményét a fogyasztó gőzigénye határozza meg. Az elvételes gőzturbinák szabályozása ennél is összetettebb, ezek kombinált fordulatszám és nyomásszabályozással rendelkeznek, bizonyos korlátok között a gőzfogyasztók és villamos fogyasztók igényeit is ki tudják egyidejűleg elégíteni.

## Segédberendezések
A forgórészek siklócsapágyakban forognak. A kenőrendszert nagy olajtartály, szivattyúk és szűrők, valamint olajhűtők egészítik ki. Az olaj hűtésére nem elsősorban a súrlódási veszteségek miatt van szükség, hanem mivel a forgórész forró gőzben forog, az olaj is felmelegszik.
A szelepek működtetését általában hidraulikus szervomotorok végzik, ehhez szintén hidraulika folyadék-tartályra, szivattyúkra, szűrőkre és hűtőkre van szükség.
A nagy erőművi turbinákból kiömlő kisnyomású gőzt kondenzátorban le kell csapatni. A kondenzátor tulajdonképpen egy hőcserélő, melynek egyik oldalán a gőz ill. a lecsapódott víz áramlik, másik oldalán pedig hűtővíz. A vákuum fenntartásához vákuumszivattyúkat használnak, melynek célja az, hogy az esetleges tömítetlenségeken betörő levegőtől megtisztítsák a kisnyomású turbinát és a kondenzátort.
A gőzturbinák igen gondosan megtervezett és legyártott gépek. A hőtágulás sok problémát okozhat, melyet nagyon alapos tervezéssel és üzemeltetéssel lehet elkerülni. Egy korszerű gőzturbina teljes hőtágulása tengelyirányban 35–50 mm-et is elérhet, amit meggátolni nem lehet. Arra kell törekedni, hogy a különböző alkatrészek közötti hőmérsékletkülönbség lehetőleg kicsi legyen, mert ettől függ a közöttük lévő hézag megengedhető értéke. Általában a gőzturbináknak csak egy pontja nem mozdul el a hőtágulás folytán, ezt fix pontnak hívják. A többi résznek ehhez képest szabad hőtágulást biztosítanak. Fontos, hogy a csatlakozó csővezetékek hőtágulásából se ébredjenek akkora erők és nyomatékok, hogy a turbinát deformálják vagy felemeljék. Másrészt, mivel a sugárirányú rések a legkisebbek, fontos, hogy a turbina alkatrészei körszimmetrikusan melegedjenek és hűljenek.
A turbina indítása meglehetősen lassú folyamat, esetleg több órát vesz igénybe. A leállítás ugyanilyen lassan kell, hogy történjen. A turbina leállás után is forró marad. A forgórész körszimmetrikus lehűlését úgy biztosítják, hogy a teljes kihűlésig egy tengelyforgató berendezés segítségével lassan forgatják a forgórészt.

## Fajtái

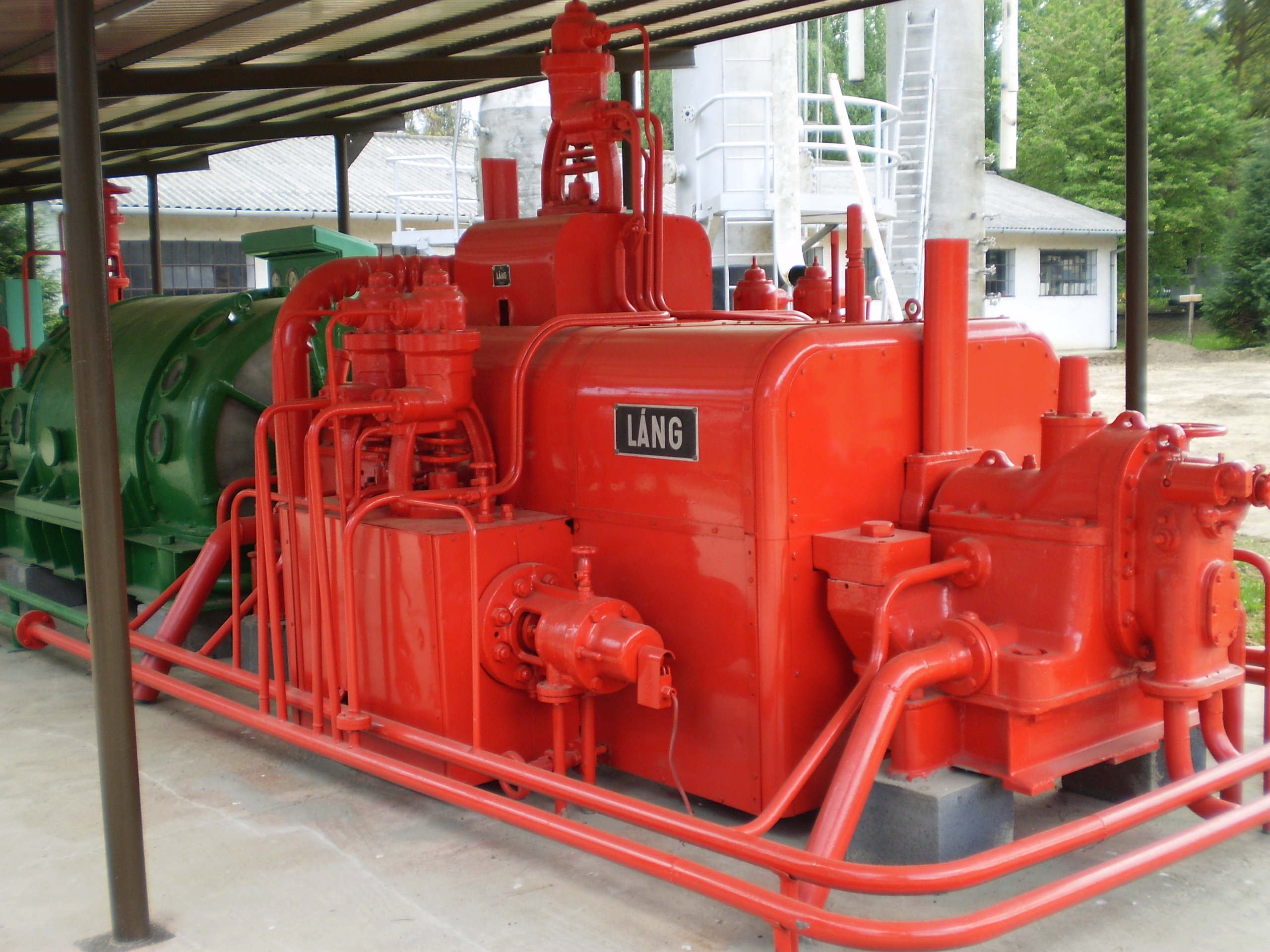
A Láng Gépgyár egyik ellennyomású gőzturbinája

A kondenzációs turbinák azok a gépek, melyek az együttműködő villamos rendszer fő terhelését fedezik. A turbinából kiáramló gőzt nagy, vízzel hűtött hőcserélőkben, a kondenzátorokban lecsapatják. A turbina kisnyomású részében vákuum uralkodik.
Ellennyomású turbinákból kilépő gőz légkörinél nagyobb nyomáson és hőmérsékleten távozik, ipari folyamatok fűtésére használják. A turbinába beömlő gőz mennyiségét a kilépő gőz nyomása szerint szabályozzák. Teljesítményét nem a villamosenergia igény szabja meg, hanem az ipari fogyasztó hőigénye. Ezért ezek a gépek csak úgy működnek, ha a fordulatszámukat a nagy villamos hálózatra kötött generátor frekvenciája tartja állandó értéken.
Elvételes turbinák gőzének egy részét magasabb nyomáson ipari fogyasztókhoz viszik, ezek ugyancsak nem dolgozhatnak önállóan.
Fűtőturbinák kiömlő gőzét egy hőcserélőbe vezetik, ez vizet melegít, mely azután lakások és egyéb épületek fűtését szolgálja (ez a távfűtés gazdaságos módja).

## Története
A gőzturbina őse - Alexandriai Hérón labdája - alig volt több egy játéknál. 1629-ben Giovanni Branca gőzzel hajtott kereket szerkesztett. A modern gőzturbina több feltaláló munkája révén alakult ki. A francia származású svéd mérnök, Gustaf de Laval tejcentrifugák meghajtásához készített egyfokozatú akciós turbinát. Turbináiban alkalmazta először a Laval-fúvókát, mellyel a gőzáramot szuperszonikus sebességre lehet gyorsítani, és először készített olyan forgórészt, amely a kritikus fordulatszám felett üzemelt. Első kisméretű turbinája 1883-ban készült el. Laval turbináival igen kisméretű, egyszerű szerkezetű és az üzemvitelre sem kényes, de kevéssé jó hatásfokú erőgépeket épített. Egy ír mérnök, Charles A. Parsons találta fel a nagy teljesítményű reakciós turbinát és alkalmazta először hajók hajtására és erőművekben. 1884-ben készítette el első 7,5 kW-os turbináját, mely dinamót hajtott. Parsons találmányát egy amerikai, George Westinghouse vásárolta meg, aki rendkívül intenzív fejlesztésbe kezdett. Parsons reakciós turbináit igen nagy teljesítményhatárok között lehet építeni. Még Parsons élete folyamán a gőzturbinák teljesítménye 10 000-szeresére nőtt. Az amerikai Charles G. Curtis 1896-ban készítette első akciós turbináját. Ez a kis helyigényű, jó hatásfokú, gazdaságos szerkezet azóta minden nagyobb gőzturbina nagynyomású szabályozó-fokozataként terjedt el, de kisebb gépeknél önállóan is megállja helyét. A svéd Ljungström radiális átömlésű ipari turbinákat kezdett gyártani. Ezek a turbinák kisebb teljesítményűek (~30 MW-ig), de a többi gőzturbinához képest igen gyorsan lehet indítani és változtatni a teljesítményüket.

## Műszaki adatok
A korszerű, hőerőművekben alkalmazott kondenzációs gőzturbinák műszaki paraméterei:
- Gőznyomás a turbina előtt: 50–250 bar (tipikus: 120 bar)
- Gőz hőmérséklet a turbina előtt: 540–620 °C
- Teljesítmény: 120-1000 MW
- Fordulatszám: Európában 3000 f/perc (50 Hz) vagy 1500 f/perc, Amerikában 3600 f/perc (60 Hz) vagy 1800 f/perc

## Külső hivatkozások
- Erőművek. Szerkesztette Bihari Péter